# Richard Farnsworth
Richard William Farnsworth (* 1. September 1920 in Los Angeles, Kalifornien; † 6. Oktober 2000 in Lincoln, New Mexico) war ein US-amerikanischer Schauspieler. Nachdem er über Jahrzehnte als Stuntman im Filmgeschäft tätig gewesen war, erreichte er im fortgeschrittenen Alter auch als Charakterdarsteller Anerkennung und erhielt zwei Oscar-Nominierungen.

## Leben und Karriere

### Frühes Leben und Stuntarbeit
Geboren und aufgewachsen in Los Angeles in unmittelbarer Nähe der großen Hollywood-Studios, kam Richard Farnsworth bereits in jungen Jahren mit dem Filmgeschäft in Kontakt. Er brach die Highschool mit 16 Jahren ab und schlug sich anschließend als Rodeoreiter durch. Erstmals vor der Kamera stand der damals 17-Jährige als Stunt-Reiter 1937 für die Marx-Brothers-Komödie Ein Tag beim Rennen.
Sein Talent als Stuntman wurde in den folgenden Jahrzehnten in verschiedenen Monumentalfilmen genutzt. So arbeitete er 1939 für David O. Selznick bei Vom Winde verweht, 1956 für Cecil B. DeMille in Die zehn Gebote und 1960 für Stanley Kubrick in Spartacus, bei letzterem Film war er einer der Wagenreiter. Bei dem Studio Republic Pictures, das auf Western spezialisiert war, war er angestellter Stuntman und doubelte unter anderem über zehn Jahre den Cowboy-Star Roy Rogers. Aufgrund seiner Arbeit als Stuntman konnte er zahlreiche Kontakte knüpfen und ist auch in textlosen Komparsenrollen im Hintergrund einiger Filmklassiker zu sehen. Für verschiedene Westernserien im US-Fernsehen war er auch Stuntman und wurde dabei sogar manchmal besser bezahlt als der eigentliche Schauspieler. 1961 war er Mitbegründer der Stuntmen's Association, der Organisation der amerikanischen Film-Stuntleute.

### Erfolge als Schauspieler
Als seine Athletik mit zunehmendem Alter nachließ, hielt Farnsworth es für klug, neben Stuntaufträgen den Einstieg in die ernsthafte Schauspielerei zu suchen. Ab Ende der 1950er-Jahre bekam er kleinere Sprechrollen in Filmen, hauptsächlich in Western. Erst in den 1970er Jahren machte sich der inzwischen über 50-jährige durch Nebenrollen in Filmen wie Keine Gnade für Ulzana und Der wilde wilde Westen allmählich auch als Schauspieler einen Namen.
Seinen großen Durchbruch als Schauspieler erlebte er 1978 unter der Regie von Alan J. Pakula in Eine Farm in Montana, in dem er einen alternden Ranchmitarbeiter spielte. Für seine Darstellung an der Seite von James Caan und Jane Fonda wurde Farnsworth mit zahlreichen Filmpreisen wie dem National Board of Review Award ausgezeichnet und auch für einen Oscar als Bester Nebendarsteller nominiert. Danach spielte Farnsworth vermehrt außerhalb des Westerngenres, er absolvierte Auftritte in Dramen wie Daniel Petries Der starke Wille (1980) sowie in dem Sportfilm Der Unbeugsame (1984) mit Robert Redford und Glenn Close. Farnsworth wurde hierbei insbesondere auf würdevolle, individualistische und sturköpfige ältere Herren besetzt. Auftritte in Fernsehserien wie Roots (1978) oder Anne auf Green Gables (1985) steigerten ebenfalls seinen Bekanntheitsgrad.
Seine erste Film-Hauptrolle spielte er als eleganter Bankräuber in dem 1982 erschienenen Western Der Fuchs, diese Leistung brachte ihm eine Nominierung für den Golden Globe Award ein. 1990 traf er erneut auf seinen Kollegen James Caan, als beide für Rob Reiner in Misery, der Verfilmung von Stephen Kings Roman Sie, vor der Kamera standen. Im selben Jahr verkörperte Richard Farnsworth unter Regisseur Sydney Pollack einen Professor in dem Drama Havanna sowie den Earl Rawley in Jack Nicholsons Die Spur führt zurück – The Two Jakes. Nach eigenen Angaben lehnte der wertkonservative Farnsworth einige Rollen in Filmen ab, die ihm moralisch fragwürdig erschienen oder zu viele Schimpfwörter enthielten.
1999 holte David Lynch ihn für die Hauptrolle in seinem Drama Eine wahre Geschichte – The Straight Story ein letztes Mal vor die Kamera, nachdem Farnsworth eigentlich schon seinen Rückzug aus dem Filmgeschäft verkündet hatte. Er übernahm die Rolle des real existierenden Rentners Alvin Straight auch aus Bewunderung für dessen Leistung, mit einem Aufsitz-Rasenmäher rund 390 Kilometer zu seinem kranken Bruder zu reisen. Farnsworth erhielt großes Lob und wurde erneut mit zahlreichen Filmpreisen wie dem Independent Spirit Award und dem New York Film Critics Circle Award ausgezeichnet. Er wurde auch zum zweiten Mal für den Oscar nominiert, diesmal in der Kategorie Bester Hauptdarsteller, verlor aber gegen Kevin Spacey in American Beauty.

### Privatleben und Tod
Farnsworth war von 1947 bis zu ihrem Tod 1985 mit Margaret Hill verheiratet, das Paar hatte zwei Kinder. Nach ihrem Tod zog er auf eine Ranch in Lincoln, New Mexico. Zum Zeitpunkt seines Todes hatte er eine Verlobte, die Flugbegleiterin Jewely Van Valin.
Bereits lange vor den Dreharbeiten zu The Straight Story war bei Farnsworth eine unheilbare Krebserkrankung diagnostiziert worden, die ihm große Schmerzen bereitete und ihn in seiner Bewegungsfreiheit immer mehr einschränkte. Im Oktober 2000 erschoss sich der 80-jährige Farnsworth auf seiner Ranch in New Mexico. Die Folgen der Krebserkrankung waren laut Angehörigen der Grund für Farnsworths Suizid. Der Schauspieler wurde auf dem Forest Lawn Memorial Park Cemetery in Los Angeles beigesetzt.

## Filmografie (Auswahl)
- 1937: Die Marx Brothers: Ein Tag beim Rennen (A Day at the Races)
- 1938: Die Abenteuer des Marco Polo (The Adventures of Marco Polo)
- 1939: Vom Winde verweht (Gone with the Wind)
- 1939: Aufstand in Sidi Hakim (Gunga Din)
- 1940: Früchte des Zorns (The Grapes of Wrath)
- 1943: This Is the Army
- 1943: Geächtet (The Outlaw)
- 1946: Duell in der Sonne (Duel in the Sun)
- 1947: California (Stuntman)
- 1948: Red River
- 1948: Der Herr der Silberminen (Silver River)
- 1948: Sein Engel mit den zwei Pistolen (The Paleface)
- 1949: Panik um King Kong (Mighty Joe Young)
- 1950: Der Rebell (The Flame and the Arrow)
- 1953: Die Bestie der Wildnis (Arrowhead)
- 1953: Arena
- 1953: Der Wilde (The Wild One)
- 1956: Die zehn Gebote (The Ten Commandments)
- 1957: Stern des Gesetzes (The Tin Star)
- 1959–1960: Maverick (Fernsehserie, 2 Folgen)
- 1960: Spartacus
- 1960–1961: Am Fuß der blauen Berge (Laramie, Fernsehserie, 4 Folgen)
- 1965: Duell in Diablo (Duel at Diablo)
- 1965/1967: Big Valley (The Big Valley, Fernsehserie, 2 Folgen)
- 1966: Zwei tolle Kerle in Texas (Texas Across The River)
- 1967: Der Marshall von Cimarron (Cimarron Strip, Fernsehserie, 2 Folgen)
- 1968: Der große Schweiger (The Stalking Moon)
- 1969: Die Letzten vom Red River (The Good Guys and the Bad Guys)
- 1969: Westwärts zieht der Wind (Paint Your Wagon)
- 1970: High Chaparral (The High Chaparral, Fernsehserie, Folge 3x14)
- 1970: Monte Walsh
- 1971: Zwei Galgenvögel (Skin Game)
- 1971–1972: Bonanza (Fernsehserie, 3 Folgen)
- 1972: Die Cowboys (The Cowboys)
- 1972: Keine Gnade für Ulzana (Ulzana’s Raid)
- 1972: Zwei Haudegen auf Achse (Pocket Money)
- 1973: Papillon
- 1974: Der wilde wilde Westen (Blazing Saddles)
- 1975: Die Semmelknödelbande (The Apple Dumpling Gang)
- 1976: Wer schluckt schon gern blaue Bohnen? (The Duchess and the Dirtwater Fox)
- 1976: Der Texaner (The Outlaw Josey Wales)
- 1977: Unsere kleine Farm (Little House on the Prairie, Fernsehserie, Folge 3x13)
- 1977: Roots (Miniserie, Folge 1x05)
- 1977: Ein anderer Mann – eine andere Frau (Another Man, Another Chance)
- 1978: Eine Farm in Montana (Comes a Horseman)
- 1980: Ich, Tom Horn (Tom Horn)
- 1980: Ruckus
- 1980: Der starke Wille (Resurrection)
- 1981: Die Legende vom einsamen Ranger (The Legend of the Lone Ranger)
- 1982: Der Fuchs (The Grey Fox)
- 1983: Ihre letzte Chance (Independence Day)
- 1984: Der Unbeugsame (The Natural)
- 1984: Der Senkrechtstarter (Rhinestone)
- 1985: Kopfüber in die Nacht (Into the Night)
- 1985: Mein Freund das Wildpferd (Sylvester)
- 1985: Wilde Mustangs (Wild Horses, Fernsehfilm)
- 1985: Anne auf Green Gables (Anne of Green Gables, Miniserie, 2 Folgen)
- 1987: Ein Engel auf Erden (Highway to Heaven, Fernsehserie, Folge 4x10)
- 1989: Desperado 4: Krieg der Gesetzlosen (Desperado: The Outlaw Wars, Fernsehfilm)
- 1990: Die Spur führt zurück – The Two Jakes (The Two Jakes)
- 1990: Misery
- 1990: Havanna (Havana)
- 1991: Highway zur Hölle (Highway to Hell)
- 1992: The Boys of Twilight (Fernsehserie, 5 Folgen)
- 1993: American Inferno (The Fire Next Time)
- 1994: Getaway (The Getaway)
- 1994: Lassie – Freunde fürs Leben (Lassie)
- 1998: Best Friends for Life (Fernsehfilm)
- 1999: Eine wahre Geschichte – The Straight Story (The Straight Story)

## Auszeichnungen
- 1978: National Board of Review Award als bester Nebendarsteller für Eine Farm in Montana
- 1979: National Society of Film Critics Award als bester Nebendarsteller für Eine Farm in Montana
- 1979: Nominierung für den Oscar als bester Nebendarsteller für Eine Farm in Montana
- 1984: Nominierung für den Golden Globe Award als bester Hauptdarsteller für Der Fuchs
- 1986: London Critics Circle Film Award als bester Schauspieler für Der Fuchs
- 1999: New York Film Critics Circle Award als bester Hauptdarsteller für The Straight Story
- 1999: Nominierung für den Satellite Award als bester Hauptdarsteller für The Straight Story
- 1999: Nominierung für den Online Film Critics Societe Award als bester Hauptdarsteller für The Straight Story
- 2000: Independent Spirit Award als bester Hauptdarsteller für The Straight Story
- 2000: Nominierung für den Golden Globe Award als bester Darsteller für The Straight Story
- 2000: Nominierung für den Oscar als bester Hauptdarsteller für The Straight Story